# Cascadeur (musicien)
Pour les articles homonymes, voir Longo et Cascadeur.
Cascadeur est un chanteur, claviériste et auteur-compositeur français, originaire de Metz. Il est récompensé en 2015 par la Victoire de la musique de l'album de musique électronique.

## Carrière
Descendant d'une famille d'immigrés italiens, arrivés dans l’Est pour travailler dans la sidérurgie, Alexandre Longo, de son nom de naissance, vient de la ville de Metz, en Lorraine. Son père est architecte, puis directeur des Beaux-Arts de Metz au-dessus de laquelle vit la famille dans un appartement. Alexandre commence le piano à l'âge de 8 ans : les étudiants en arts peuvent l'entendre progresser à travers les canalisations de l'immeuble. Ses parents font tous les deux de la musique et sont mélomanes : son père joue du hautbois et sa mère du piano. Tous les ans la famille se rend à Vérone pour assister à des ballets, et des concerts. Cascadeur découvre également la musique par les disques de ses parents : l’opéra, les Beatles, Pink Floyd, le jazz… Il commence à se faire connaître du grand public en remportant le prix CQFD 2008 organisé par le magazine Les Inrockuptibles.

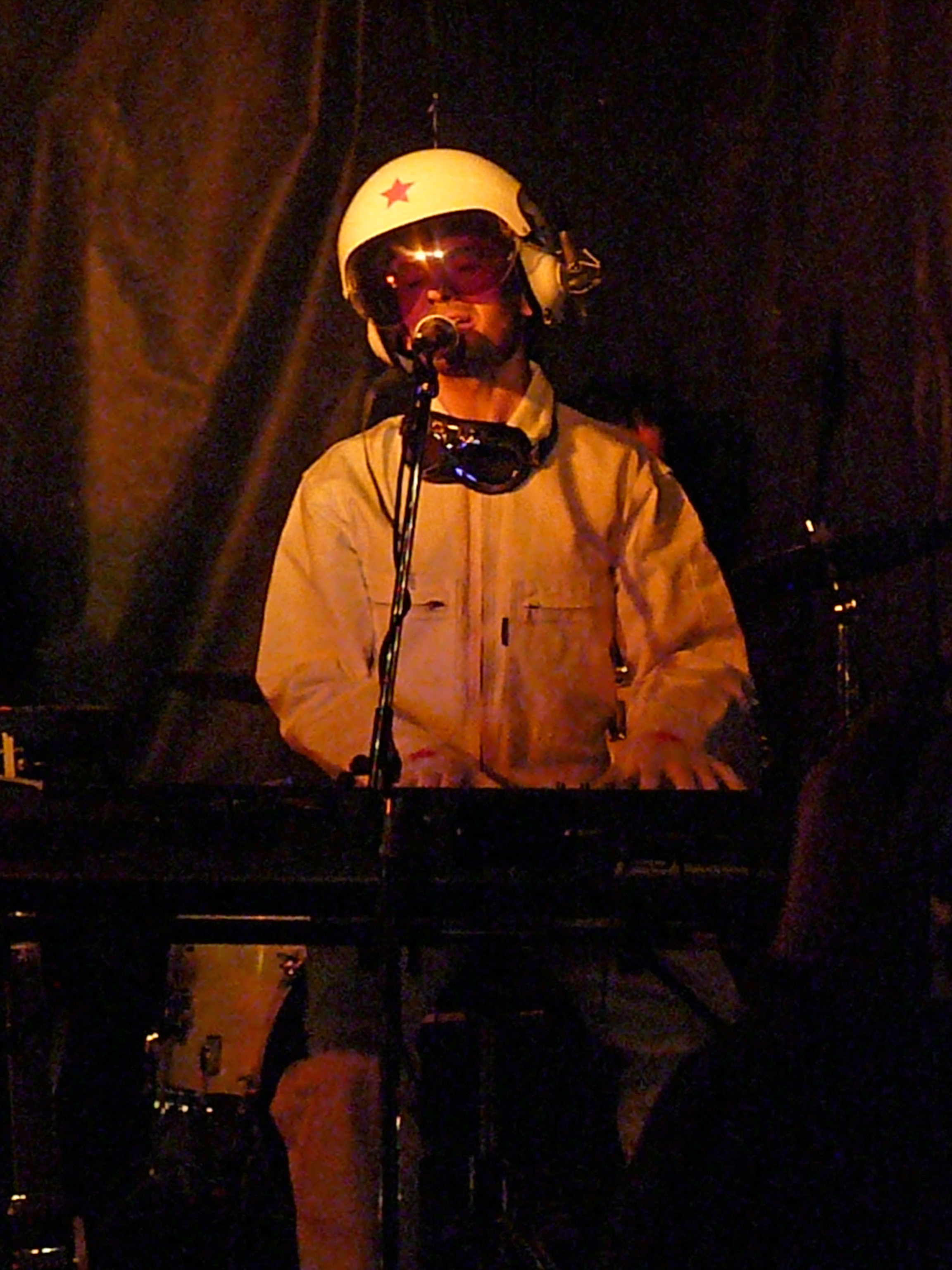
Cascadeur à l'Émile-Vache de Metz le 18 décembre 2009

Son personnage de scène est inspiré d'une figurine de motard qu'il possédait enfant. Le personnage de Cascadeur porte donc une combinaison de motard avec un casque blanc orné d'une étoile rouge, et son visage est dissimulé sous un masque de luchador, habillement qui lui fait dire : « Je me déguise pour pouvoir être moi-même. La musique me permet d’être celui que je ne peux pas être avec les codes et les raisons sociaux. L’art me construit et me fragilise. Grâce à Cascadeur, j’ose enfin être très émotif, pleurer et trembler visiblement, mais sous ma cagoule. Ma panoplie, sur scène, c'est un peu comme les protège-tibias du footballeur avec lesquels on se sent en sécurité et qui n'empêchent pas de bien jouer pour autant. » 

Son pseudonyme lui a été donné par un ami qui qualifie son chant, cette voix de tête, à de la « haute voltige » musicale. Sa voix aiguë évoque celle d'Anthony Hegarty, il cache son visage derrière un masque, et sa musique est planante.

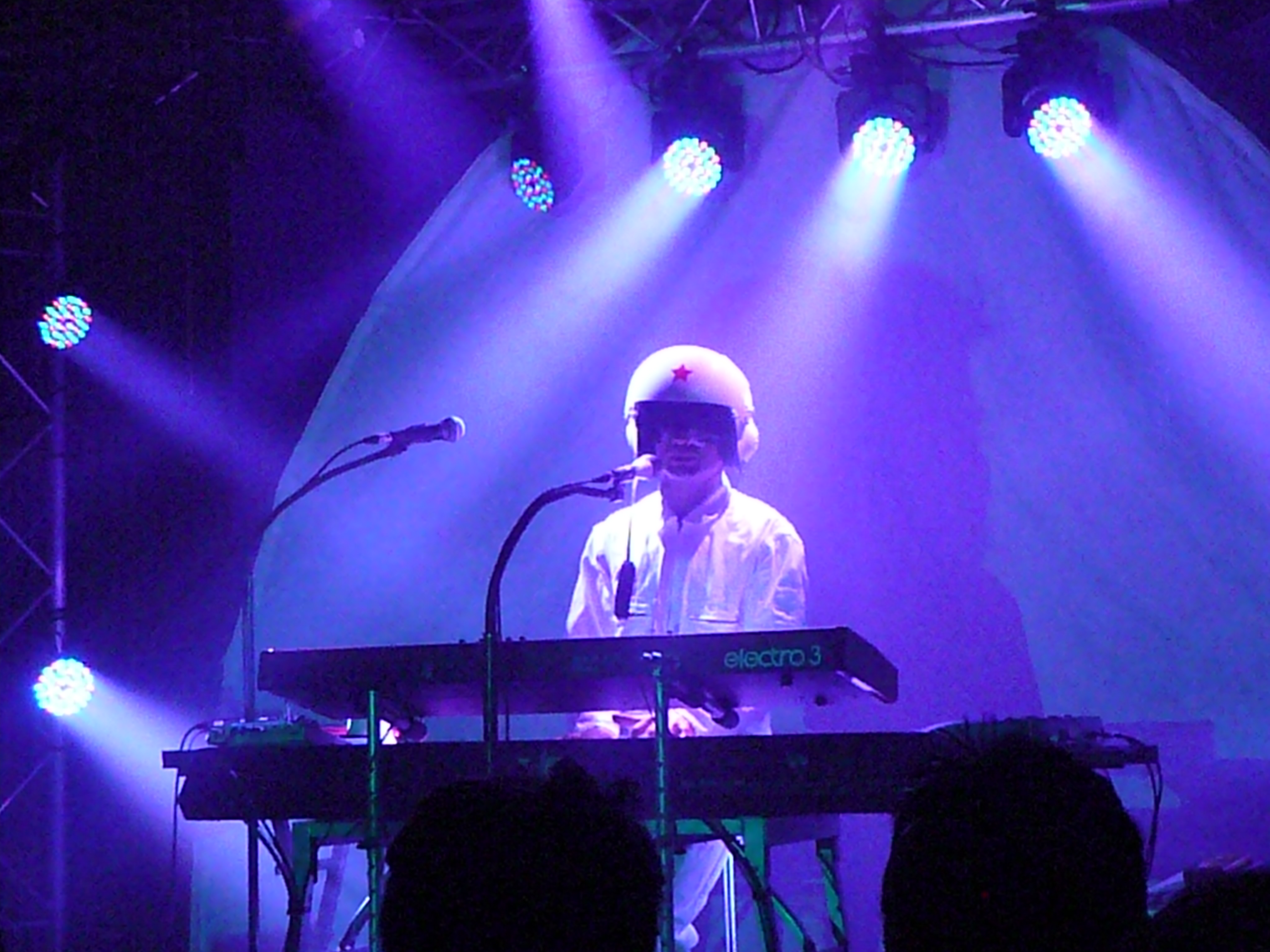
Cascadeur en concert le 3 juin 2011 à Mondorf-les-Bains.

Après une longue série de collaborations, Cascadeur décide de sortir de l'ombre : le 17 mars 2011 est publié un premier titre de son premier album, Into the Wild, un deuxième le lendemain, Memories. Sortira ensuite un nouveau titre par jour jusqu'au 28 mars 2011, date de sortie de cet album The Human Octopus. Ses titres sont issus des trois albums autoproduits par Cascadeur entre 2005 et 2008 et réarrangés : le premier album autoproduit, enregistré en 2005, était simplement une formule piano-voix et s’appelait déjà The Human Octopus. Sur la nouvelle version, Cascadeur est accompagné par des cordes, le groupe Midlake sur deux chansons, et surtout le Young Rapture Choir, jeune chorale pop de Cognac.
Cascadeur fait partie de la sélection de dix artistes révélations du Prix Constantin 2011. Présidé par Gaëtan Roussel le 17 octobre 2011 à l'Olympia, le prix est remporté par Selah Sue. Le spectacle est diffusé sur France Inter le 24 octobre, sur France 2 le 28 octobre et sur France 4 le 9 novembre.

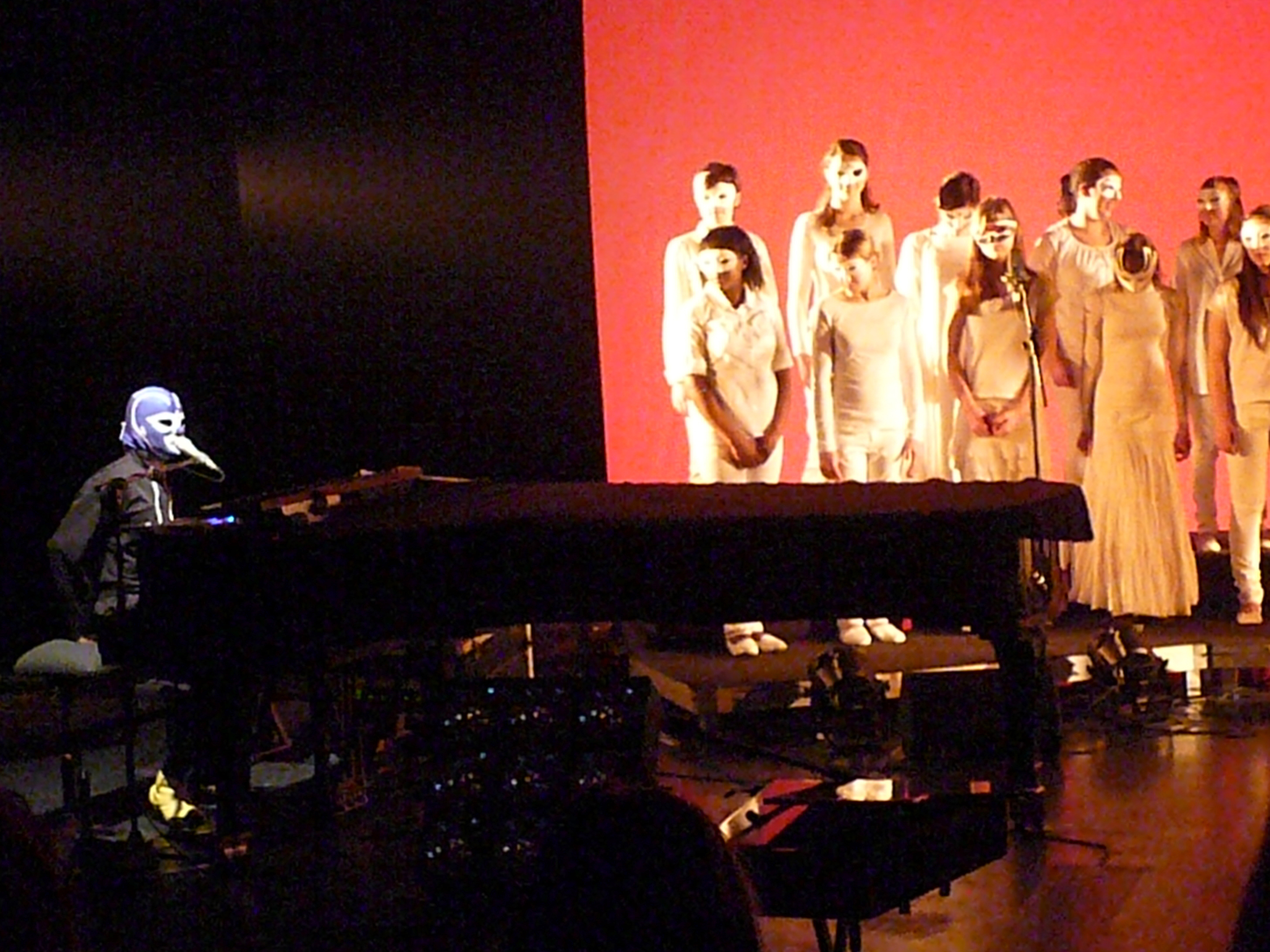
Cascadeur et une chorale d'enfants à l'Arsenal de Metz le 16 mars 2012.

Le 11 mars 2012, Cascadeur se produit sur la scène de l'Arsenal de Metz, sa ville d'origine : derrière son piano et divers claviers (dont un piano jouet), il est accompagné par un chœur d'enfants.
Sa chanson Walker est utilisée à la fin de chaque épisode de la série de France 2 Clash diffusée en mai 2012. Ce même morceau est utilisé à la fin de l'épisode 5 de la série de France 2 Chérif diffusée en octobre 2013. À partir de mars 2013, le morceau Meaning (Choral version) accompagne une publicité pour du chocolat Nestlé puis apparaît dans les films français Le ciel attendra réalisé par Marie-Castille Mention-Schaar sorti en 2016, et Le Sens de la fête, réalisé par Éric Toledano et Olivier Nakache, sorti en 2017. Ce titre apparait également dans l'épisode 4 du jeu Life Is Strange 2, le premier épisode de la saison 6 de Skam France et l’épisode 4 de la série Lupin, produite par Netflix.
Son deuxième album Ghost Surfer, comportant seize titres, sort en 2014. D'un registre moins mélancolique que le premier album, Cascadeur y est accompagné par diverses artistes. Avant son concert à l'église Saint-Maximin de Metz, l'artiste détaille son nouvel opus dans une interview au Républicain Lorrain : « Il est plus dynamique et plus rythmique [...] Je chante avec le leader d’un groupe anglais, avec un chanteur français et il y a aussi un DJ [...] On retrouvera les quatre grandes filles de la chorale de Cognac. »
Cascadeur remporte la Victoire de la musique de l'album de musique électronique/dance le 13 février 2015.
Il compose également la musique originale des longs métrages Le Combat Ordinaire (2014) — sous le nom d'Alexandre Longo — et Amis Publics (2016) — sous le nom de Cascadeur — ainsi que pour le téléfilm On l'appelait Ruby de Laurent Tuel, avec Mélanie Doutey, réalisé en 2016 et diffusé sur France 2 le 7 juin 2017, également sous le nom de Cascadeur.

Début 2016, Cascadeur annonce travailler prochainement sur un nouvel album. Ce troisième album, Camera, composé de quatorze titres, sort le 30 mars 2018.

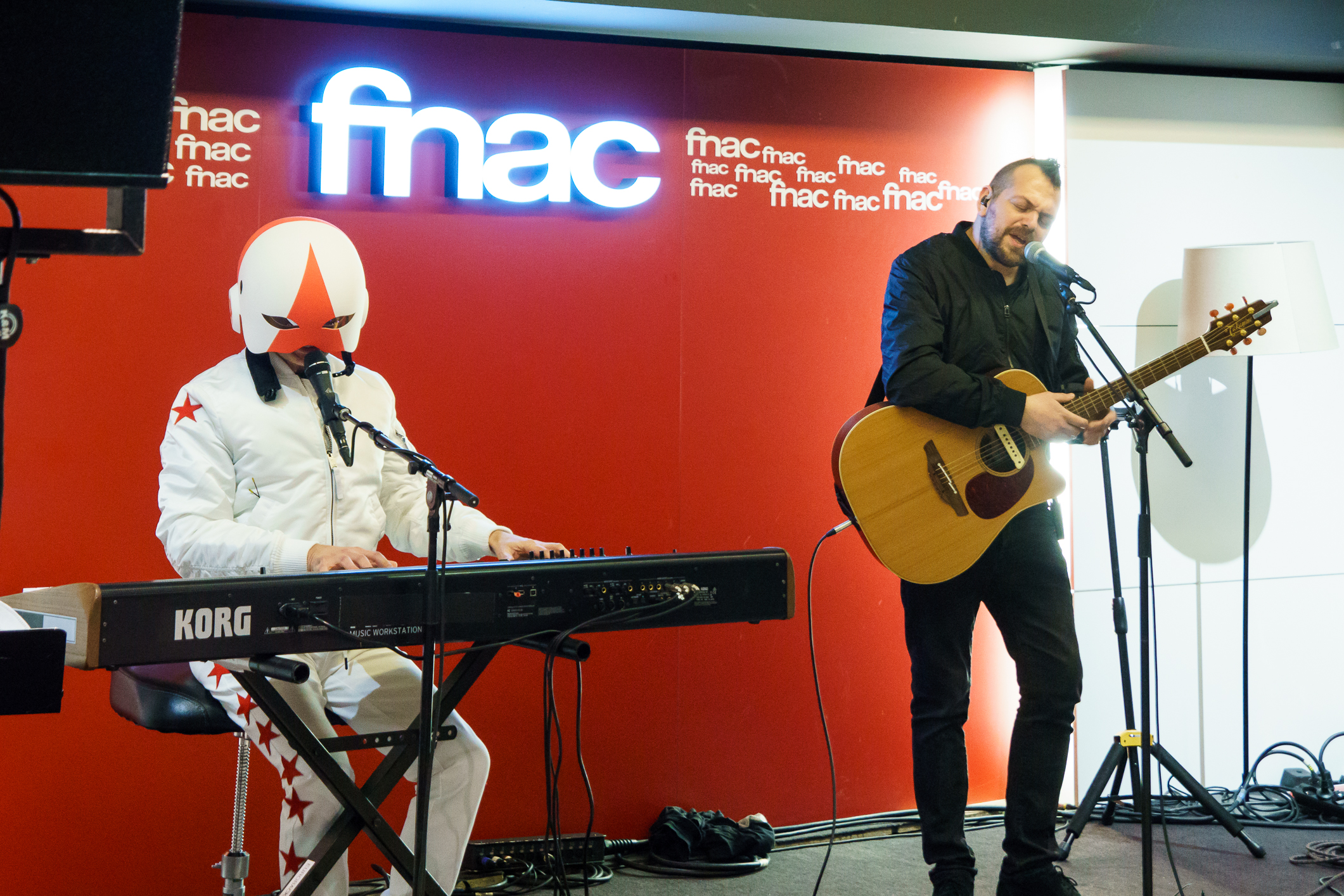
Cascadeur dans sa nouvelle tenue scénique, accompagné de Jo Cimatti à la guitare, lors du showcase pour la sortie de l'album Revenant, le 12 mars 2022 à la Fnac Bercy de Paris.

Le quatrième album de Cascadeur, Revenant, sort le 11 mars 2022, présenté au public lors d'un showcase le 12 mars à Paris avec le guitariste Jo Cimatti (le duo avait déjà fait un showcase en 2018 pour la sortie de Camera). A noter l'utilisation de paroles en Français sur plusieurs titres.
L'apparence évolue avec la création d'un nouveau casque, s'éloignant du casque de pilote, en blanc et rouge, complété d'une tenue blanche avec des étoiles rouges sur chaque jambe, une étoile rouge sur chaque épaule, et cascadeur écrit dans le dos.

Cascadeur effectue une tournée en France d'avril 2022 à juin 2023, avec Jo Cimatti à la guitare, au pédalier basse et aux chœurs, Séraphin Palmeri aux claviers, au thérémine et aux chœurs et Charlie Davot à la batterie et aux chœurs. Le concert du 12 mai dans le hangar à dirigeables d'Écausseville est diffusé sur ARTE Concert. Le 27 août, Cascadeur donne un concert dans la ville de Metz (où il réside) dans le cadre des concerts de clôture des Fêtes de la Mirabelle.

Metz 27 août 2022
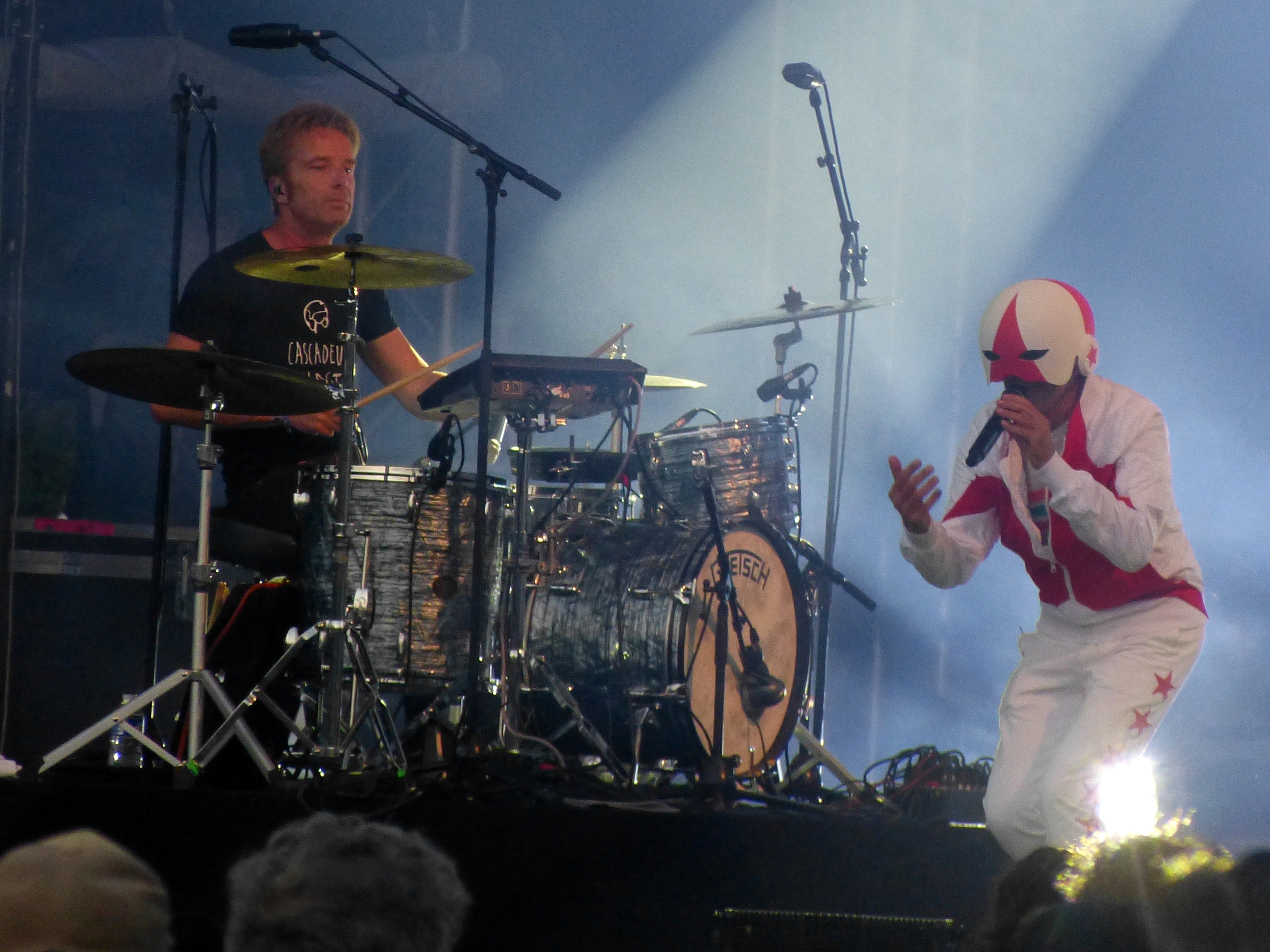
Charlie Davot et Cascadeur
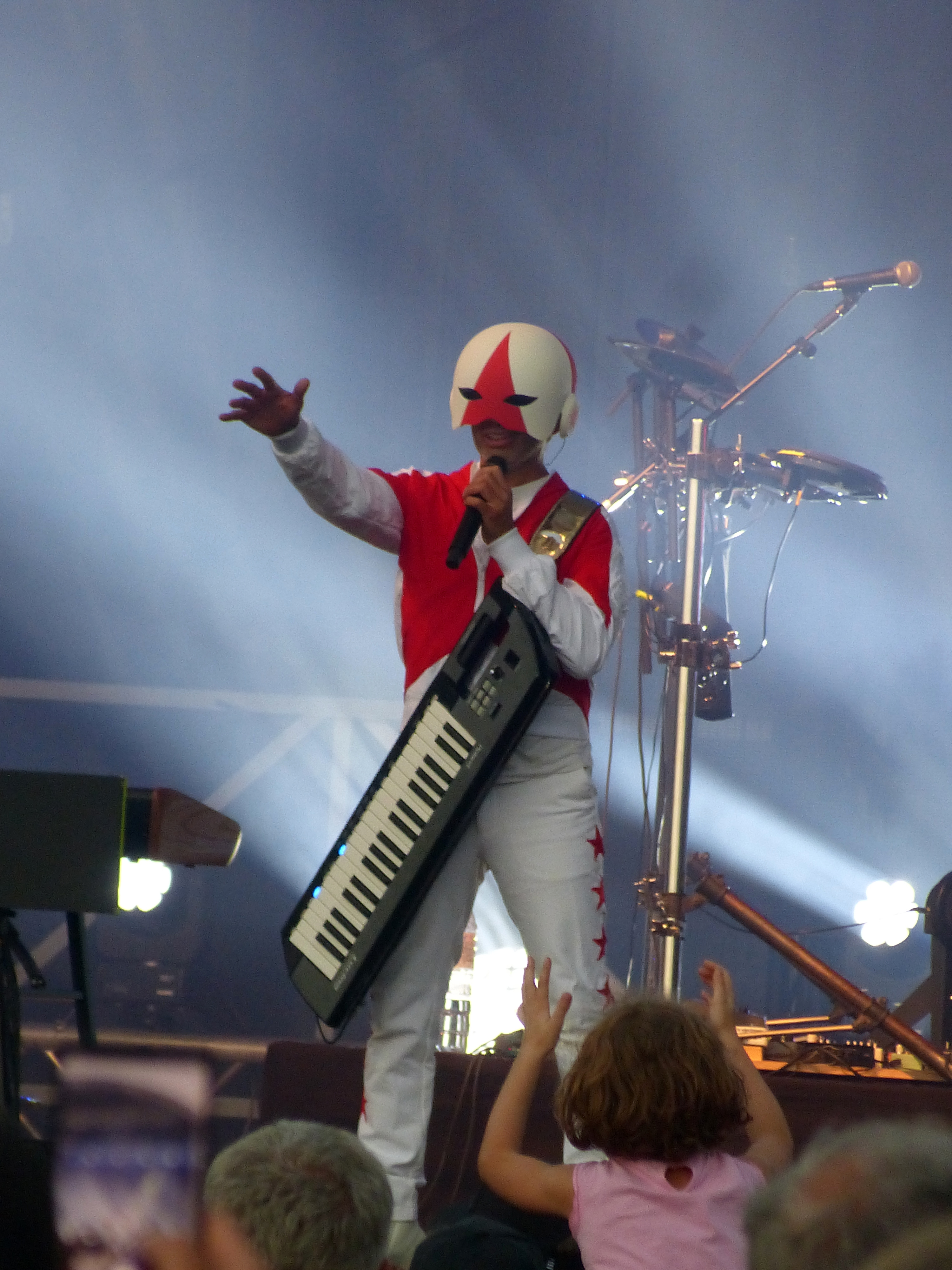
Cascadeur et son synthé-guitare
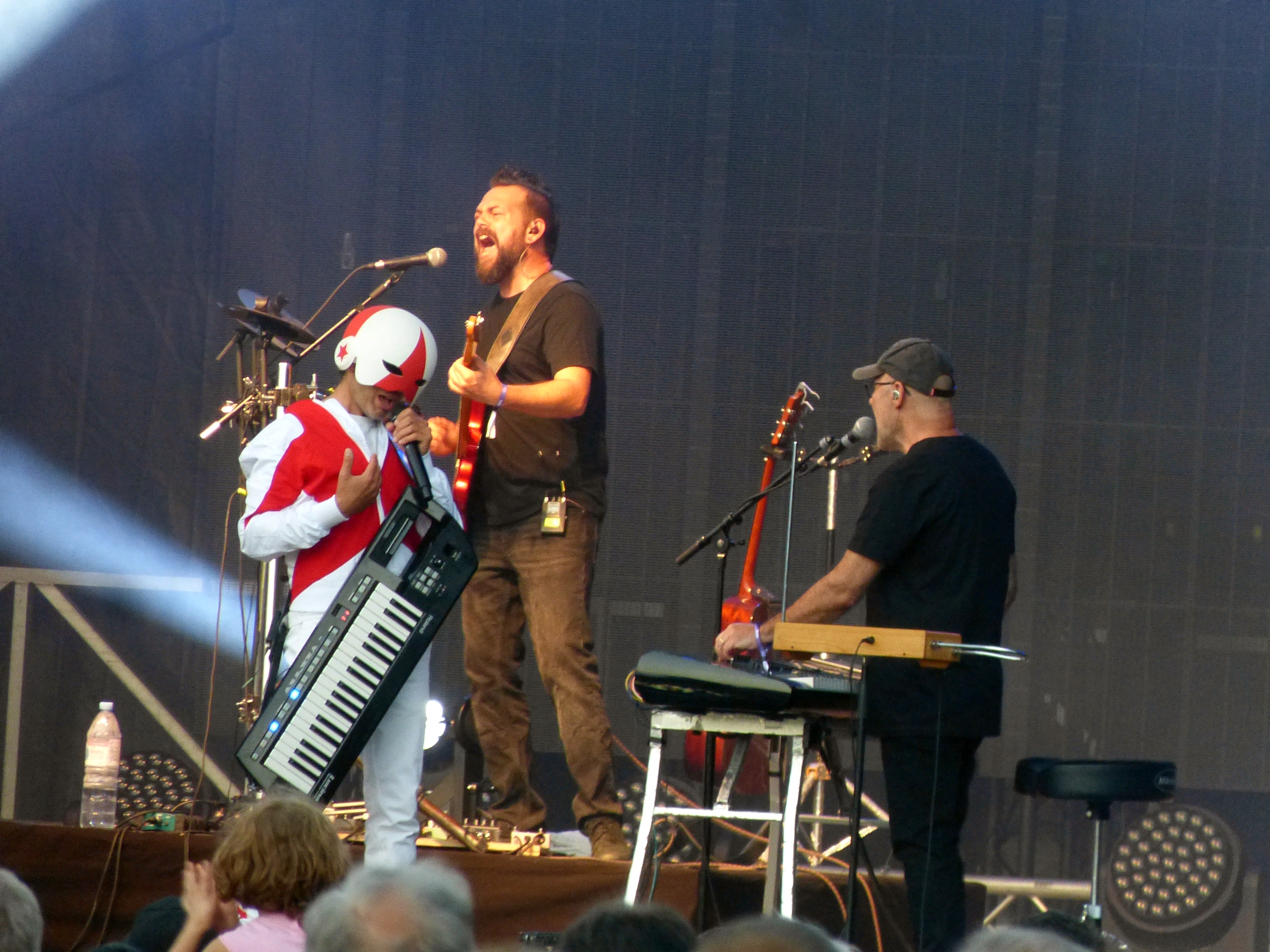
Cascadeur, Jo Cimatti et Séraphin Palmeri

Le 20 mars 2024, il donne un concert à la Rotonde de Thaon-les-Vosges, accompagné par un l'ensemble orchestral « La belle image », dirigé par Pieter-Jelle De Boer, un chœur d’enfants du collège Jules-Ferry, et des musiciens rock. La prestation est filmée et diffusée sur France 3 Est dans la nuit du 23 mai.

## Collaborations
- Jérôme Didelot, du groupe français Orwell[18]
- Christophe, chanteur et compositeur français[19]
- Thierry Bellia, du groupe d'électro-pop Variety Lab[20]
- Le groupe Fugu[21]
- Midlake (Eric Pulido/Tim Smith)[réf. souhaitée]
- Dj Pfel[réf. souhaitée]
- Médéric Collignon[réf. souhaitée]
- The 4 French girls[réf. souhaitée]
- Anne-Catherine Gillet[réf. souhaitée]
- David Coulter[réf. souhaitée]
- Tigran Hamasyan[réf. souhaitée]
- Stuart Staples (Tindersticks)[réf. souhaitée]
- Jean-Marc Butty

## Réutilisation dans des œuvres télévisuelles
La chanson Meaning apparaît dans la série Lupin, Le Sens de la Fête  d'Olivier Nakache ainsi qu'Éric Toledano, Le Ciel attendra de Marie-Castille Mention-Schaar, le film Badh (2025), Tiens-toi droite de Katia Lewkowicz, la saison 6 de Skam France, The Normal Heart de Ryan Murphy, dans l'épisode 5 de la saison 1 de la série Génération 56k (it) et dans l'épisode 4 du jeu vidéo Life Is Strange 2. La chanson figure aussi dans la série Candice Renoir, saison III, épisode 4 (interpretée par Allie Stora). 